# BrainDead - Alieni a Washington
BrainDead - Alieni a Washington (BrainDead) è una serie televisiva, di genere satirico politico, fantascientifico, commedia drammatica thriller statunitense creata da Robert e Michelle King. La serie è interpretata da Mary Elizabeth Winstead nel ruolo di Laurel Healye, una regista di documentari che inizia a lavorare per suo fratello Luke (Danny Pino), un senatore degli Stati Uniti, quando scopre che i fondi per il suo ultimo film sono terminati. Assegnata come la sua nuova assistente per i problemi dei cittadini, scopre che Washington è stata invasa da insetti extraterrestri che mangiano i cervelli e prendono il controllo delle persone, inclusi i membri del Congresso e il loro staff. Gran parte della commedia interna della serie è che, nella realtà alterata dei politici di Washington DC, solo alcune persone lo notano. Trasmessa nel 2016 dalla CBS.
La CBS annuncio l'inizio di una serie di  episodi il 22 luglio 2015. La serie è andata in onda per la prima volta il 13 giugno 2016. Dopo quattro episodi, la serie ha cambiato il giorno della trasmissione da lunedì alla domenica per lasciare spazio al network per mandare in onda i Convegni Nazionali dei Repubblicani e dei Democratici. La serie doveva essere composta da quattro stagioni, che avrebbero visto gli insetti invadere Wall Street, Siilcon Valley e Hollywood, ma il 17 ottobre 2016, la CBS cancellò la serie dopo una stagione.

## Trama
La serie è ambientata sul Campidoglio a Washington, D.C. dove, a seguito della fuga di insetti alieni da un meteorite, questi infettano i membri del Congresso di entrambi i partiti provocandone la rimozione di una parte del cervello e il conseguente cambio della personalità, tra cui l'aumento dell'interesse nelle questioni politiche che porta i soggetti verso idee estremiste (nei democratici di estrema sinistra e nei repubblicani di estrema destra).
La regista di documentari Laurel Healy accetta di lavorare per suo fratello, il senatore democratico Luke Healy, capogruppo del partito democratico, per ottenere i fondi per il suo prossimo film. Entrerà a far parte dello staff del fratello e si occuperà di ascoltare i problemi degli elettori. Tuttavia, si imbatte in una cospirazione in cui degli insetti alieni hanno parzialmente sostituito il cervello di diverse persone, inclusi i membri del Congresso. A volte, gli insetti fanno esplodere le teste delle loro vittime. La canzone "You Might Think" dei The Cars è usata frequentemente nella serie come leitmotif per i personaggi che sono stati infettati dagli alieni.
Il cantautore Jonathan Coulton ha scritto ed eseguito la canzone di apertura per ogni episodio.
Si unirà a Gustav Triplett, un genio che si è informato molto sul caso e Rochelle Daudier, una dottoressa che verrà inclusa nell'indagine da Laurel e Gustav e che scoprirà degli insetti tramite delle TAC sul gatto di quest'ultimo.
Nel frattempo Laurel sviluppa un interesse amoroso nei confronti di Gareth Ritter, il collaboratore del senatore repubblicano Raymond "Red" Wheatus.
Sullo sfondo continua la campagna elettorale di Hillary Clinton e di Donald Trump per la presidenza.

## Personaggi e interpreti

### Personaggi principali
- Laurel Healy, interpretata da Mary Elizabeth Winstead, doppiata da Chiara Gioncardi. Regista di documentari che lavora come collaboratrice di un collegio elettorale e su pressione del padre incomincia a lavorare per il fratello, il senatore Luke Healy, in cambio di fondi per i suoi progetti ed inciampa per caso nella cospirazione degli insetti.[12] Assieme a Gustav e Rochelle cercherà una cura.
- Senatore degli Stati Uniti Luke Healy (D-Md.), interpretato da Danny Pino, doppiato da Simone D'Andrea. Fratello di Laurel, e senatore del Partito Democratico, di cui è capogruppo.[13]
- Senatore degli Stati Uniti Raymond "Red" Wheatus (R-Md.), interpretato da Tony Shalhoub, doppiato da Stefano De Sando. Un senatore repubblicano ed una delle prime persone ad essere infettato dagli insetti. Prima dell'infezione era un alcolista, mentre successivamente è un fervente estremista di destra che utilizza ogni risorsa per screditare l'opposizione.
- Gareth Ritter, interpretato da Aaron Tveit, doppiato da Emiliano Coltorti. Un membro dello staff del senatore Wheatus che fa amicizia con Laurel, nonostante le loro convinzioni politiche estremamente diverse.[14] Non sempre è d'accordo con le decisioni prese dal suo capo.
- Dottoressa Rochelle Daudier, interpretato da Nikki M. James. Un medico che fa amicizia cnLaurel e Gustav e li aiuta a scoprire la cospirazione degli insetti. Attraverso delle TAC scoprirà l'esistenza degli insetti.
- Senatrice degli Stati Uniti Ella Pollack (D-Ca), interpretata da Jan Maxwell, doppiata da Antonella Giannini. È una senatrice democratica che viene infettata. Prima dell'infezione era caratterizzata dal suo cinismo, mentre a seguito dell'infezione è una fervente estremista di sinistra.
- Gustav Triplett a.k.a. Dr. Bob, interpretato da Johnny Ray Gill, doppiato da Paolo Vivio. Uno pseudo-scienziato e cospirazionista che ha scoperto l'esistenza degli alieni e come comunicano.[15] Incomincia a investigare sull'infezione degli insetti a seguito della morte di un suo amico. Creerà delle protezioni per evitare l'infezione. Si scoprirà essere un agente dell'NSA.
- Agente dell'FBI Anthony Onofrio, interpretato da Charlie Semine,[16] doppiato da Marco Vivio. È un agente dell'FBI che indagherà sui decessi dovuti alle infezioni (che porta all'esplosione della testa) e per questo verrà in contatto con Laurel, con cui avrà una relazione. Si scoprirà essere infetto e per questo tenderà un agguato a Laurel.

### Personaggi ricorrenti
- Scarlett Pierce, interpretata da Paige Patterson, doppiata da Marzia Dal Fabbro. Il capo dello staff del senatore Healy ed una delle sue amanti.[17] Si scoprirà essere infetta.
- Misty Alise, interpretata da Megan Hilty, doppiata da Barbara Sacchelli. Una commentatrice televisiva politica conservatrice.[18]
- Claudia Monarch, interpretata da Beth Malone, una commentatrice televisiva politica liberale.[19]
- Dean Healy, interpretato da Zach Grenier, doppiato da Nino Prester. Ex senatore degli Stati Uniti e padre di Laurel e Luke.
- Senatrice degli Stati Uniti Diane Vaynerchuk, interpretata da Brooke Adams[20]
- Senatore degli Stati Uniti Andre Amarant, interpretato da Wayne Duvall. leader repubblicano al Senato
- Agente dell'FBI Aaron Blades, interpretato da Glenn Fleshler, partner di Onofrio
- Cole Stockwell, interpretato da Patrick Breen, un analista di bilancio assunto da Luke
- Germaine Healy, interpretata da Lily Cowles, la moglie incinta del senatore Luke Healy
- Noah Feffer, interpretato da Michael Esper, doppiato da Gabriele Lopez. È un fan della radio pubblica che viene infettato e diventa un estremista di sinistra al soldo di Ella.
- Donald Trump, doppiato da Michele Gammino. Il candidato repubblicano compare nella serie mentre vengono mostrati dei suoi comizi.

### Guest
- Dr. Joanna Alaimo,[21] interpretata da Margo Martindale
- Michael Moore
- Jonathan Coulton[22]
- J.K. Cornish, interpretato da Kurt Fuller, il torturatore dell'FBI[23]
- Lawrence Boch, interpretato da Michael Gaston, un investigatore speciale
- Kevin, interpretato da Santino Fontana, una persona infetta che viene catturato da Rochelle

## Episodi
| Stagione       | Episodi | Prima TV USA | Prima TV Italia |
| -------------- | ------- | ------------ | --------------- |
| Prima stagione | 13      | 2016         | 2016            |

## Musiche
Il compositore della serie è David Buckley.
All'inizio di ogni episodio viene fatto un riassunto degli avvenimenti degli episodi precedenti che viene accompagnato da una composizione di Jonathan Coulton che si sovrappone alle immagini degli episodi precedenti: in particolare nel riassunto dell'undicesimo episodio della prima stagione Coulton nella sua composizione canta che il suo lavoro è troppo stressante e per questo riassume gli eventi della serie Gunsmoke. Coulton compare in carne ed ossa negli episodi 9 e 13, in particolare nel finale di stagione canta sia il riassunto sia l'epilogo in prima persona e non in sottofondo, interagendo anche con alcuni personaggi quali Gustav alla fine del riassunto che gli intima di andarsene e Luke alla fine dell'epilogo che gli dà la mancia.
Una canzone ricorrente nella serie è "You Might Think" dei The Cars, canzone ascoltata dagli infetti.

## Distribuzione
CBS ha ordinato una prima stagione da 13 episodi il 22 luglio 2015 con un ordine straight-to-series. Lo show ha debuttato il 13 giugno 2016. Dopo quattro episodi la serie ha cambiato collocazione dal lunedì alla domenica per lasciare spazio alle convention del partito repubblicano e di quello democratico in vista delle elezioni presidenziali. Al termine della prima stagione, il 17 ottobre 2016, la CBS ha annunciato la cancellazione della serie.
In Italia, la serie va in onda in prima visione su Rai 4 dal 15 settembre 2016.

## Accoglienza
La serie è stata accolta da recensioni principalmente positive: su Metacritic viene registrato un consenso del 61 % su 37 recensioni mentre su Rotten Tomatoes registra un consenso del 63% su 43 recensioni.
Tra le recensioni positive ci sono quelle di Hank Stuever del Washington Post che scrive:
(Hank Stuever, "‘BrainDead’ makes every easy Washington joke there is, but it’s still entertaining" (recensione del Washington Post))
Matt Fowler di IGN scrive una recensione positiva elogiando il potenziale della sceneggiatura:
(Matt Fowler, "BRAINDEAD: "THE INSANITY PRINCIPLE: HOW EXTREMISM IN POLITICS IS THREATENING DEMOCRACY IN THE 21ST CENTURY" REVIEW" (recensione su IGN))
Tra le recensioni negative ci sono quelle di Brian P. Kelley del Wall Street Journal che critica la debolezza della sceneggiatura:
(Brian P. Kelley, "‘BrainDead’ Review: Capital Invasion" (recensione dal Wall Street Journal))
Un'altra recensione negativa viene da Daniel D'Addario del Time critica le idee alla base della serie:
(Daniel D'Addario, "Review: BrainDead is a Pointless D.C. Satire" (recensione dal Time))